# Desmonema comatum
Desmonema comatum is een schijfkwal uit de familie Cyaneidae. De kwal komt uit het geslacht Desmonema. Desmonema comatum werd in 1986 voor het eerst wetenschappelijk beschreven door Larson. 